# آل مطير (جبل)
جبل آل مطير (بضم الميم وفتح الطاء المهملة، ثم ياء مثناة تحتية ساكنة فراء) هو جبل صغير في تهامة في ديار قبيلة بلقرن في محافظة العرضيات في منطقة مكة المكرمة في المملكة العربية السعودية، ويقع غربي قرى فرعة بني سهيم فاصلاً بينهم وبين قبيلة غامد الزناد.